# Серджо Ендриго
Серджо Ендриго (на италиански: Sergio Endrigo) е италиански певец и композитор. Той печели музикалния фестивал в Сан Ремо през 1968 г. с песента „Canzone per te“ (популяризирана днес отново от групата Il Volo), изпята заедно с Роберто Карлос. През същата година той представя Италия в песенния конкурс на Евровизия 1968 с песента „Marianne“.
Умира на 7 септември 2005 година от рак на белия дроб.

## Биография
Баща му е художник и скулптор, както и самоук тенор. Серджо Ендриго прекарва детството си в Истрия. През февруари 1947 г. поради събитията след края на Втората световна война, напуска родния си град с майка си (баща му почива през 1939 г.) и като бежанци пристигат в Бриндизи и след това във Венеция.
За да помогне финансово на майка си, прекъсва гимназия и започва работа. Свири на китара и скоро намира работа като певец и басист в различни оркестри. Дебютният му запис е от 1959 година. В началото на 1960-те сключва брак, а през 1965 г. му се ражда дъщеря. През 1966 г. дебютира на музикалния фестивал в Сан Ремо и записва третия си албум. Участва и през 1967 г., а през 1968 г. печели с песента „Canzone per te“ в дует с Роберто Карлос.